# Kitakyushu Municipal Museum of Art
Il Kitakyushu Municipal Museum of Art (北九州市立美術館?, Kitakyūshū Shiritsu Bijutsukan) è un museo situato nel quartiere Tobata-ku a Kitakyushu, nella prefettura di Fukuoka, in Giappone. Progettato da Arata Isozaki, il museo ospita oltre 6.000 opere d'arte. Nel parco circostante al museo, vi sono numerose opere d'arte in forma di sculture.